# Республіканська премія імені Тараса Шевченка — лауреати 1963 року
Республіканська премія імені Тараса Шевченка за 1962 рік присуджувалась 2 березня 1963 року на засіданні Урядового  республіканського комітету по преміях імені Т. Г. Шевченка. Розмір премії — 2500 карбованців.

## Склад Урядового республіканського комітету по преміях імені Т. Г. Шевченка
На засіданні Урядового  республіканського комітету по преміях імені Т. Г. Шевченка 2 березня 1963 року були присутніми 21 член комітету (5 були відсутні по важливим причинам):
1. Новиченко Леонід Миколайович (заступник голови) — літературознавець
2. Гончар Олесь Терентійович — письменник
3. Данькевич Костянтин Федорович — композитор
4. Дерегус Михайло Гордійович — художник
5. Донець Григорій Прокопович (відповідальний секретар) — поет
6. Єльченко Юрій Никифорович — 1-й секретар ЦК ЛКСМ України
7. Івченко Віктор Іларіонович — кінорежисер
8. Клименко Василь Костянтинович — голова Української республіканської Ради профспілок
9. Кондуфор Юрій Юрійович — завідувач відділу науки і культури ЦК КПУ
10. Левчук Тимофій Васильович — кінорежисер
11. Майборода Георгій Іларіонович — композитор
12. Олійник Олексій Прокопович — скульптор
13. Пащенко Олександр Софонович — художник
14. Ревуцький Лев Миколайович — композитор
15. Скаба Андрій Данилович — секретар ЦК Компартії України
16. Сердюк Олександр Іванович — актор
17. Тронько Петро Тимофійович — заступник голови Ради Міністрів УРСР
18. Тичина Павло Григорович — поет
19. Ужвій Наталія Михайлівна — акторка
20. Чабаненко Іван Іванович — театральний режисер
21. Шамота Микола Захарович — літературознавець

## Список лауреатівРеспубліканської премії України імені Тараса Шевченказа 1962 рік
| Лауреат           | Номінація         | Обґрунтування                                                | Голоси (За/Проти) |
| ----------------- | ----------------- | ------------------------------------------------------------ | ----------------- |
| Володимир Сосюра  | Література        | за книги лірики «Ластівки на сонці» і «Щастя сім'ї трудової» | 20/1              |
| Григорій Тютюнник | Література        | за роман «Вир»                                               | 21/0              |
| Георгій Майборода | Музичне мистецтво | за оперу «Арсенал»                                           | 20/1              |